# 美式足球 (乐队)
美式足球（英語：American Football）是一只1997年在美国伊利诺伊州厄巴纳成立的独立摇滚乐队，由吉他手、贝斯手兼主唱迈克·金塞拉（Mike Kinsella）、吉他手史蒂夫·霍姆斯（Steve Holmes）以及鼓手兼小号手史蒂夫·拉莫斯（Steve Lamos）组成，由于成员大学毕业而在2000年解散。尽管乐队重组前寿命很短，但他们的首张同名专辑《American Football》（1999）成为了后来最受好评的Emo和数学摇滚专辑之一。
乐队于2014年重组，金塞拉的表弟内特·金塞拉（Nate Kinsella）加入乐队并参与演出。此期间乐队又发行了两张同名专辑《American Football》（2016）以及《American Football》（2019）。拉莫斯曾于2021年至2023年因为大学的工作而短暂离开乐队。

## 历史

### 成立、首张同名专辑与解散（1997–2000）
迈克·金塞拉和史蒂夫·霍姆斯是伊利诺伊州惠灵惠灵高中的同学兼室友，两人对乐器演奏和摇滚乐都有浓烈的兴趣，并加入过学生乐队（金塞拉是学生乐队「Cap'n Jazz」的鼓手，霍姆斯在很多学生乐队担任过吉他手）。高中毕业后，金塞拉和霍姆斯升入UIUC。1997年，20岁的金塞拉与霍姆斯的大学室友史蒂夫·拉莫斯（Steve Lamos）、大卫·约翰逊（David Johnson）、艾伦·约翰逊（Allen Johnson）组建了金塞拉担任主唱的「The One Up Downstairs」，The One Up Downstairs一共录制了三首歌曲，当时新成立的伊利诺伊州独立唱片发行公司Polyvinyl Records原本打算将这三首歌曲以一张7英寸单曲唱片发行，可是乐队在发行前就解散了。直到2006年，这三首歌才以乐队同名EP《The One Up Downstairs》的名义数字发行，又在2009年以7英寸唱片的形式被Polyvinyl Records发行。
The One Up Downstairs解散后，金塞拉、霍姆斯、拉莫斯三人一起组建了「美式足球」（英語：American Football）乐队，队名来源于拉莫斯女友看到的一张写着「快来看美式足球，我们有着全世界薪水最高的运动员。」（Come see American Football, the most overpaid athletes in the world.）的海报。1998年，乐队与Polyvinyl Records合作发行了首张同名EP，又在1999年发行了首张同名专辑（又称「LP1」）。乐队在EP里没有录制贝斯，但是「LP1」中的几首歌曲中能听到金塞拉的贝斯演奏。专辑发行一年后，乐队停止演出，「LP1」彻底成为录音室项目，不久乐队由于成员大学毕业各奔东西而解散。出乎意料的是，「LP1」在本地取得小范围人气后随着Emo的发展越来越知名，甚至还为解散多年的乐队吸引大量互联网邪典追捧者。
乐队解散后，拉莫斯搬到了科罗拉多，在科罗拉多大学博尔德分校英语系担任教授。拉莫斯和霍姆斯后来一起组建了乐队「The Geese」。金塞拉成立了借鉴美式足球风格的个人音乐项目「Owen」，并于2004年发行了重新录制的原声音乐版《Never Meant》。同年，Polyvinyl首次以黑胶唱片的形式再发行了「LP1」。

### 重组（2014至今）
2014年3月，Polyvinyl Records宣布再发行包含10首新的未释出demo和现场录音的豪华版「LP1」。次月，乐队宣布将在尚佩恩和纽约市巡演，两场演出票均售罄。迈克·金塞拉的表弟内特·金塞拉（Nate Kinsella）在演出中担任贝斯手，此后成为乐队的固定成员。随后，乐队在facebook宣布将在美国、加拿大、西班牙、英国、日本和澳大利亚巡演。

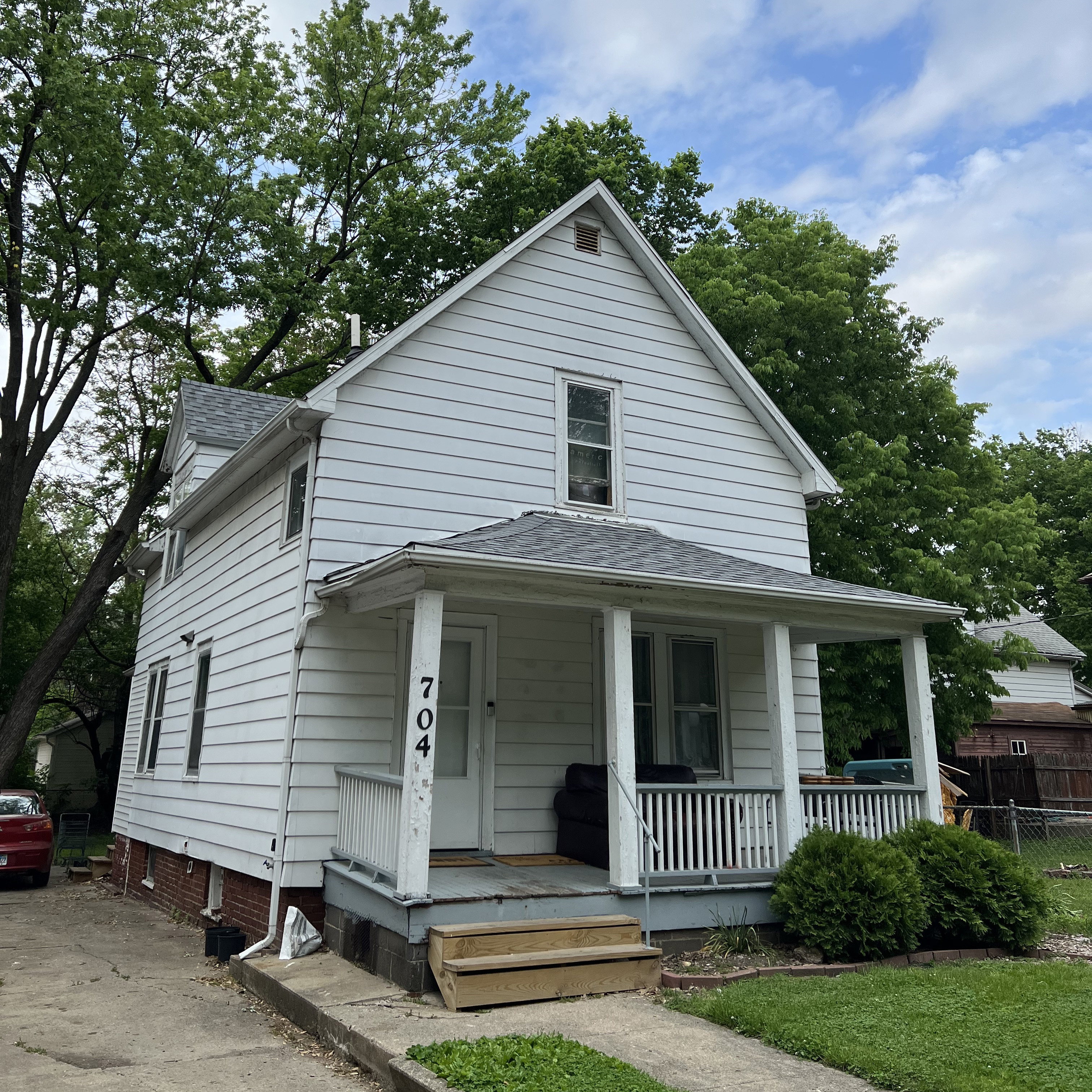
美式足球之家

2016年8月，乐队在Soundcloud发出预热曲《I've Been So Lost for So Long》，同年10月，乐队与Polyvinyl Records合作发行了第二张同名专辑（又称「LP2」）。 封面是以内部视角拍摄的「LP1」封面取景地，这座建于1893年的房子位于美国伊利诺伊州厄巴纳市，在「LP1」发行后被Emo音乐爱好者称为「美式足球之家」。2023年5月，乐队宣布已买下「美式足球之家」以防其日后被改建成公寓。
2019年3月，乐队发行了第三张同名专辑（又称「LP3」）。

## 音乐风格
美式足球的风格通常被归类为情绪摇滚，被一些媒体评价为20世纪90年代晚期最重要的中西部情绪乐队之一。乐队也经常由于歌曲中特殊的节拍被归类到数学摇滚和后摇滚中。此外，乐队也曾被形容为独立摇滚、梦幻流行以及慢核。

## 影响
2011年，与美式足球风格类似的中国摇滚乐队「Chinese Football」在武汉成立，主唱徐波曾在一次采访中提到：「因为我个人很喜欢一个乐队叫American Football，就把前面一个词换成Chinese Football，达到一种完全不一样的感觉，会感觉有点屌丝，比较符合我们青春残酷的主题。」2019年7月，美式足球来到中国巡演，Chinese football为美式足球做了开场演出。

## 成员
现任成员
- 迈克·金塞拉（Mike Kinsella） – 主唱、吉他手 （1997–2000，2014年至今）、贝斯手（1997–2000）
- 史蒂夫·霍姆斯（Steve Holmes） – 吉他手 （1997–2000, 2014至今）、键盘手（1997–2000）
- 内特·金塞拉（Nate Kinsella）  – 贝斯手、和声、颤音琴手（2014年至今）
- 史蒂夫·拉莫斯（Steve Lamos） – 鼓手、打击乐手、小号手 （1997–2000，2014–2021，2023年至今）

现任演出成员
- Mike Garzon – 打击乐手、键盘手、口风琴手 （2016–2019, 2023至今）
- Cory Bracken – 颤音琴手、打击乐手 （2016至今）

前演出成员
- Sarah Versprille – 和声 （2019）
- Damien Verrett – 吉他手（2019）

## 作品目录
- 《American Football（英语：American Football (1999 album)）》（1999）
- 《American Football（英语：American Football (2016 album)）》（2016）
- 《American Football（英语：American Football (2019 album)）》（2019）